# ليز باركر
ليز باركر (بالإنجليزية: Liz Barker)‏ هي مقدمة تلفزيونية بريطانية، ولدت في 16 مايو 1975 في كامبريدج في المملكة المتحدة.